# Anzoátegui Fútbol Club
Anzoátegui Fútbol Club fue el primer club del estado Anzoátegui que participó en la Primera División de Venezuela. Fundado en 1966 por el comerciante español Antonio Rodríguez, tuvo su base principal en la ciudad de Puerto La Cruz en el Estado Anzoátegui. Jugó como anfitrión en el Estadio Olímpico del Complejo Deportivo del eje citadino Barcelona-Puerto La Cruz, inaugurado el 8 de diciembre de 1965 y tras su reconstrucción fue denominado Estadio José Antonio Anzoátegui. Militó en la Primera División de Venezuela hasta la temporada 1974, cuando cedió sus derechos deportivos y plantel a Universitarios de Oriente.

## Historia
Como una agradable coincidencia histórica y geográfica para nuestro fútbol, el estado Anzoátegui formó parte de la provincia de Nueva Andalucía, durante la época de la colonización española. Precisamente sería un andaluz, fanático acérrimo del Real Betis de Sevilla, enraizado en (Barcelona) la capital de aquella provincia del nuevo mundo, quien se atrevió a conformar un equipo profesional en la zona e invadir la notablemente centralizada Liga Mayor de Venezuela al final de la década de los 60.
Antonio Rodríguez era el nombre de aquel irreverente soñador hispano-venezolano, quien hizo posible que su Anzoátegui Fútbol Club se convirtiera en la primera divisa de la región oriental del país en disputar (1967) el campeonato profesional criollo, que se rentabilizó una década antes (1957) con la denominación de Copa IND (Instituto Nacional del Deporte) y desde entonces se extendió durante más de 20 años, el dominio de los conjuntos dependientes de las principales colonias europeas que hacían vida social y deportiva en la ciudad de Caracas. Rodríguez se hizo cargo de la organización en su primer año. Después pasaron: Nicolás Androtsopoulus en 1968. Era dueño del Comercial La Porteña, un icónico negocio que todavía existe bajo esa denominación en la calle Libertad de la ciudad de Puerto La Cruz. Gino Giannone (1969), otro reconocido comerciante de la época en la localidad porteña, quien luego cedió la presidencia del club a Vincenzo Forcella y su mano derecha Carlos López Vergara. 
Anzoátegui FC, que extraoficialmente fue fundado en el año 66, se erigió apenas como la sexta franquicia que irrumpió desde el interior de la nación en el profesionalizado campeonato de balompié. El combinado anzoatiguense surgió poco después de elencos como Tiquire Flores (1963) de la ciudad aragüeña de La Victoria, Lara FC (1965), Valencia FC (1965), Aragua FC (1966) y Litoral FC (1966), este último con sede en la localidad varguense de La Guaira. Cabe destacar que los conjuntos de la región de Guayana se incorporaron a la competición nacional mucho tiempo después, debido a que en los años 50, 60 y 70 disputaban su propio certamen de carácter semiprofesional, comandados entonces por el Minasoro de El Callao y que era patrocinado por las empresas extranjeras que se encargaban de la explotación minera en la zona.
A partir de la temporada 1970, cuando Vicenzo Forcella asumió las riendas de la institución cambió por completo la imagen del equipo. El nuevo presidente, como aficionado del italiano Juventus de Turín, acabó con la era verde y blanca, para emular ahora el uniforme tradicional del conjunto turinés con su eternas rayas verticales en blanco y negro.

## Liga Mayor (LiMayor)
Antonio Rodríguez, directivo pionero en el fútbol de la entidad oriental, fundó en 1966 el equipo anzoatiguense con varios jóvenes de la zona -hijos de emigrantes españoles y otros nacidos en la madre patria- como Francisco Rodríguez, Eliodoro González, Evelio Feo y el hispano-venezolano Luis “Curro” García Delgado, en su plantilla.
El cristalizado sueño del empresario hispano-venezolano se estrenó con una indumentaria idéntica a la de su adorado Real Betis, sencillamente para él no existían otros colores y no podía ser de otra manera. Una flamante camiseta blanca con rayas intercaladas de color verde y con mangas largas engalanó a los 11 jugadores que debutaron aquel 2 de abril de 1967 con una ajustada victoria 2-1 sobre Litoral Fútbol Club en el estadio olímpico -con capacidad entonces para unas 8000 personas- de un complejo deportivo del eje citadino Barcelona-Puerto La Cruz, que había sido inaugurado el 8 de diciembre de 1965 y que hasta ese momento carecía en su césped de un inquilino fijo.
Con esa celebración en el estreno, Anzoátegui Fútbol Club certificó la invasión de Oriente a una centralizada Liga Mayor (LiMayor) en 1967, dominada por los clubes de las colonias europeas en la ciudad de Caracas.

## Temporada 1967
Los verdiblancos se estrenaron en el circuito de manera pletórica, con una justa victoria 2-1 sobre Litoral FC, el 2 de abril de 1967, en el estadio olímpico del polideportivo porteño. En su siguiente duelo, visitaron al Galicia del tigrense David Mota y el arranque soñado se convirtió en el primer paso de una larga pesadilla, ese día (8-4-1967) fueron superados categóricamente con marcador de 3-0 en la capital.
Seis días más tarde (20-05-1967) ocurrió un hecho destacable, pues fueron doblegados 4-2 en Maracay por un inestable económicamente elenco de Aragua, que se debió retirar en el cierre de esa primera vuelta (de cuatro) de la temporada. Los aragüeños se marcharon de la competición con registro de dos victorias, tres empates y 11 derrotas. Pero debido a su abrupto abandono, la Liga Mayor decidió cambiar todos los resultados de la tropa de la ciudad jardín y achacarle reveses en sus 16 presentaciones de esa campaña. Anzoátegui se adjudicó un par de victorias (1-0) que le sirvieron para maquillar una desastrosa zafra de debut y ocupar el séptimo peldaño entre los ocho equipos que completaron la campaña.
Apenas ocho victorias en 30 presentaciones, para un modesto 26,67 % de triunfos en el año. Su ofensiva fue la tercera más productiva con 51 goles, detrás del campeón Deportivo Portugués (67) y Lara FC (61). Pero su defensiva claudicó por completo al encajar 62 dianas, un promedio de poco más de dos tantos por partido, y la zona principal a reforzar para el siguiente campeonato.

### Clasificación LiMayor
| Pos.           | Equipo                | J                   | G                   | E                   | P                   | GF                  | GC    | PTS   |
| -------------- | --------------------- | ------------------- | ------------------- | ------------------- | ------------------- | ------------------- | ----- | ----- |
| 1              | Deportivo Portugués * | 30                  | 19                  | 09                  | 02                  | 67                  | 32    | 47    |
| 2              | Deportivo Galicia     | 30                  | 15                  | 10                  | 05                  | 45                  | 28    | 40    |
| 3              | Lara FC               | 30                  | 15                  | 05                  | 10                  | 61                  | 41    | 35    |
| 4              | Deportivo Italia      | 30                  | 11                  | 11                  | 08                  | 44                  | 41    | 33    |
| 5              | Litoral FC            | 30                  | 09                  | 12                  | 09                  | 43                  | 41    | 30    |
| 6              | Valencia FC           | 30                  | 10                  | 06                  | 14                  | 34                  | 46    | 26    |
| 7              | Anzoátegui FC         | 30                  | 08                  | 07                  | 15                  | 51                  | 62    | 23    |
| 8              | UD Canarias           | 30                  | 06                  | 10                  | 14                  | 27                  | 51    | 22    |
| 9              | Aragua FC +           | 16                  | 00                  | 00                  | 16                  | 11                  | 41    | 0     |
| Líder Goleador |                       |                     |                     |                     |                     |                     |       |       |
| Jugador        | Jugador               | Equipo              | Equipo              | Equipo              | Equipo              | Equipo              | Goles | Goles |
| João Ramos     | João Ramos            | Deportivo Portugués | Deportivo Portugués | Deportivo Portugués | Deportivo Portugués | Deportivo Portugués | 28    | 28    |

+ Se retiró previo a la segunda vuelta del calendario
* Campeón de la Liga Mayor en 1967
Calendario, Clasificación y Líder Goleador fueron tomados de la Fundación de Archivo de Estadísticas Deportiva y de Fútbol (RSSSF)

## Temporada 1968
La segunda campaña del Anzoátegui Fútbol Club fue desastrosa. Tanto, que se quedaron a solo un peldaño del abismo o el descenso a una inestable Segunda División. Fue, probablemente, una de las temporadas más duras del club, aunque seguramente de la que más aprendieron para crecer como institución. Debió esperar las primeras siete jornadas (todas derrotas, con solo dos goles anotados y 19 encajados) para conquistar su primer triunfo y a domicilio, el 22 de mayo de 1968 al lograr una maravillosa remontada e imponerse 3-2 en casa del Deportivo Galicia en Caracas. Para el grupo, que encabezaba el señor Antonio Rodríguez, fue una prueba de fuego, fue el peor inicio en la historia para un combinado de la entidad. Luego del triunfo sobre los gallegos, siguió la victoria en casa 2-1 sobre Litoral FC y un empate sin goles con Valencia FC también en Puerto La Cruz.
Apenas cuatro festejos en 18 salidas, para un pírrico 22,22 % de victorias en el año 1968. Su ofensiva fue -por mucho- la peor de toda la LiMayor con solo 17 goles en 18 juegos, para un promedio por debajo de la unidad por partido. El segundo peor del circuito fue Lara FC (26) con nueve dianas más en su haber. Su defensiva tampoco resaltó al permitir 37 tantos, una media de poco más de dos tantos por partido, y siendo por segunda campaña seguida el principal dolor de cabeza para el club. El Verdiblanco celebró su mejor lauro de la campaña ante su público, el 6 de julio del 68, cuando dominaron 2-1 al Deportivo Italia. Pero su duro comienzo incluyó su peor revés en casa (3-0) frente al Aragua FC (20-4-1968).

### Clasificación LiMayor
| Pos.           | Equipo                | J                   | G                   | E                   | P                   | GF                  | GC    | PTS   |
| -------------- | --------------------- | ------------------- | ------------------- | ------------------- | ------------------- | ------------------- | ----- | ----- |
| 1              | UD Canarias *         | 18                  | 12                  | 04                  | 02                  | 27                  | 17    | 28    |
| 2              | Deportivo Italia +    | 18                  | 07                  | 06                  | 05                  | 45                  | 33    | 20    |
| 3              | Deportivo Portugués + | 18                  | 07                  | 06                  | 05                  | 36                  | 33    | 20    |
| 4              | Lara FC +             | 18                  | 08                  | 04                  | 06                  | 26                  | 29    | 20    |
| 5              | Valencia FC +         | 18                  | 07                  | 05                  | 06                  | 31                  | 21    | 19    |
| 6              | Aragua FC +           | 18                  | 08                  | 03                  | 07                  | 29                  | 33    | 19    |
| 7              | Zulia FC              | 18                  | 08                  | 02                  | 08                  | 27                  | 22    | 18    |
| 8              | Deportivo Galicia     | 18                  | 07                  | 04                  | 07                  | 32                  | 31    | 18    |
| 9              | Anzoátegui FC         | 18                  | 04                  | 03                  | 11                  | 17                  | 37    | 11    |
| 10             | Litoral FC            | 18                  | 01                  | 05                  | 12                  | 38                  | 52    | 07    |
| Líder Goleador |                       |                     |                     |                     |                     |                     |       |       |
| Jugador        | Jugador               | Equipo              | Equipo              | Equipo              | Equipo              | Equipo              | Goles | Goles |
| Raimundo Lima  | Raimundo Lima         | Deportivo Portugués | Deportivo Portugués | Deportivo Portugués | Deportivo Portugués | Deportivo Portugués | 21    | 21    |

+ Clasificó a una liguilla final por el título
* Campeón de la Liga Mayor 1968

### Clasificación Copa Venezuela
| Pos. | Equipo              | J  | G  | E  | P  | GF | GC | PTS |
| ---- | ------------------- | -- | -- | -- | -- | -- | -- | --- |
| 1    | UD Canarias *       | 14 | 08 | 03 | 03 | 31 | 17 | 19  |
| 2    | Lara FC             | 14 | 07 | 05 | 02 | 26 | 19 | 19  |
| 3    | Deportivo Portugués | 14 | 07 | 03 | 04 | 26 | 16 | 17  |
| 4    | Deportivo Italia    | 14 | 06 | 05 | 03 | 22 | 17 | 17  |
| 5    | Valencia FC         | 14 | 05 | 05 | 04 | 20 | 19 | 15  |
| 6    | Deportivo Galicia   | 14 | 03 | 08 | 03 | 27 | 26 | 14  |
| 7    | Anzoátegui FC       | 14 | 02 | 04 | 08 | 14 | 23 | 08  |
| 8    | Litoral FC          | 14 | 01 | 01 | 12 | 10 | 39 | 03  |

* Campeón de la Copa Venezuela 1968
Calendario, Clasificación y Líder Goleador fueron tomados de la Fundación de Archivo de Estadísticas Deportiva y de Fútbol (RSSSF)

## Temporada 1969
Por primera ocasión en su corta historia en la Primera División de Venezuela, Anzoátegui FC surgió hasta la mitad de la clasificación y quizás más meritorio que ello, fue conseguir su primera campaña con registro positivo en su tercera participación en la Liga Mayor y por ende, un tope de puntos conquistados (34). La misma cantidad que logró al sumar sus dos zafras previas (23 y 11).
El formato del circuito nacional regresó al calendario largo, que incluyó cuatro vueltas, y que sufrió la desaparición de Litoral FC para dejar a nueve integrantes en la clasificación criolla. Por primera oportunidad, la Liga Mayor culminaría sus acciones en diciembre, debido a un receso entre el 20 de julio y el 30 de agosto de 1969, para disputar la Eliminatoria al Mundial de México 70. En esta temporada llegó a sus filas un joven centrocampista uruguayo Aníbal Ruiz "Maño", quien estuvo en la plantilla hasta la campaña siguiente (1970), así como también su futura estrella goleadora Francisco Rodríguez "Francisquito".

### Clasificación LiMayor
| Pos.                      | Equipo                    | J                | G                | E                | P                | GF               | GC    | PTS   |
| ------------------------- | ------------------------- | ---------------- | ---------------- | ---------------- | ---------------- | ---------------- | ----- | ----- |
| 1                         | Deportivo Galicia *       | 32               | 16               | 09               | 07               | 58               | 43    | 41    |
| 2                         | Deportivo Italia          | 32               | 17               | 06               | 09               | 55               | 32    | 40    |
| 3                         | Valencia FC               | 32               | 18               | 04               | 10               | 59               | 36    | 40    |
| 4                         | UD Canarias               | 32               | 13               | 08               | 11               | 42               | 39    | 34    |
| 5                         | Anzoátegui FC             | 32               | 13               | 08               | 11               | 44               | 43    | 34    |
| 6                         | Lara FC                   | 32               | 11               | 10               | 11               | 46               | 46    | 32    |
| 7                         | Deportivo Portugués       | 32               | 08               | 12               | 12               | 44               | 50    | 28    |
| 8                         | Aragua FC                 | 32               | 08               | 08               | 16               | 36               | 64    | 24    |
| 9                         | Zulia FC                  | 32               | 05               | 05               | 22               | 29               | 60    | 15    |
| Líder Goleador            |                           |                  |                  |                  |                  |                  |       |       |
| Jugador                   | Jugador                   | Equipo           | Equipo           | Equipo           | Equipo           | Equipo           | Goles | Goles |
| Eustaquio Batista         | Eustaquio Batista         | Deportivo Italia | Deportivo Italia | Deportivo Italia | Deportivo Italia | Deportivo Italia | 19    | 19    |
| Aurelio Dos Santos "Lelo" | Aurelio Dos Santos "Lelo" | Valencia FC      | Valencia FC      | Valencia FC      | Valencia FC      | Valencia FC      | 19    | 19    |

* Campeón de la Liga Mayor 1969

### Clasificación Copa Venezuela
| Pos. | Equipo              | J  | G  | E  | P  | GF | GC | PTS |
| ---- | ------------------- | -- | -- | -- | -- | -- | -- | --- |
| 1    | UD Canarias         | 10 | 07 | 00 | 03 | 20 | 10 | 14  |
| 2    | Deportivo Galicia * | 10 | 05 | 02 | 03 | 21 | 15 | 12  |
| 3    | Deportivo Italia    | 10 | 04 | 02 | 04 | 18 | 18 | 10  |
| 4    | Anzoátegui FC       | 10 | 03 | 02 | 05 | 16 | 20 | 08  |
| 5    | Zulia FC            | 10 | 03 | 01 | 06 | 12 | 17 | 07  |
| 6    | Deportivo Portugués | 10 | 02 | 01 | 07 | 13 | 20 | 05  |

* Campeón de la Copa Venezuela 1969
Calendario, Clasificación y Líder Goleador fueron tomados de la Fundación de Archivo de Estadísticas Deportiva y de Fútbol (RSSSF)

## Temporada 1970
Después de un positivo año 69, Anzoátegui FC volvió a sufrir los altibajos que le caracterizaron desde su comienzo en la Primera División de Venezuela, para salvarse una vez más del descenso por la terrible campaña sufrida en la fusión del Aragua FC con el club de Segunda División: Tiquire Flores (La Victoria) y denominarse Tiquire Aragua. Los orientales, que este año pasaron a manos del empresario italiano Vicenzo Forcella en Puerto La Cruz y cambió sus colores verdiblancos a un muy juventino blanquinegro, cosecharon apenas 22 puntos en sus 28 presentaciones de una temporada de 1970 que también volvió a cambiar su formato: ahora, con ocho equipos en una especie de Apertura y Clausura, llamadas Primera y Segunda Fase de 14 juegos, cada una. El Mundial de México 1970 obligó la suspensión del circuito nacional durante 21 días, entre julio y agosto, que afectó la segunda vuelta de la Primera Fase del campeonato venezolano profesional. En esta campaña llega a préstamo el brasileño "Paulinho", proveniente del Deportivo Italia, por un año y quien formó una maravillosa dupla en ataque con el delantero Francisco Rodríguez.

### Clasificación Copa Venezuela
| Pos. | Equipo              | J  | G  | E  | P  | GF | GC | PTS |
| ---- | ------------------- | -- | -- | -- | -- | -- | -- | --- |
| 1    | Deportivo Italia *  | 14 | 07 | 06 | 01 | 14 | 06 | 20  |
| 2    | UD Canarias         | 13 | 08 | 03 | 02 | 21 | 10 | 19  |
| 3    | Deportivo Galicia   | 13 | 06 | 04 | 03 | 15 | 11 | 16  |
| 4    | Valencia FC         | 12 | 04 | 03 | 05 | 19 | 22 | 11  |
| 5    | Anzoátegui FC       | 12 | 03 | 02 | 07 | 12 | 17 | 08  |
| 5    | Zulia FC            | 12 | 01 | 06 | 05 | 11 | 16 | 08  |
| 7    | Deportivo Portugués | 12 | 01 | 04 | 07 | 10 | 20 | 06  |

* Campeón de la Copa Venezuela 1970

### Clasificación LiMayor. Primera etapa
| Pos. | Equipo              | J  | G  | E  | P  | GF | GC | PTS |
| ---- | ------------------- | -- | -- | -- | -- | -- | -- | --- |
| 1    | Deportivo Italia +  | 14 | 08 | 04 | 02 | 26 | 10 | 20  |
| 2    | Valencia FC         | 14 | 08 | 03 | 03 | 21 | 11 | 19  |
| 3    | Deportivo Galicia   | 14 | 07 | 02 | 05 | 21 | 15 | 16  |
| 4    | UD Canarias         | 14 | 04 | 07 | 03 | 16 | 13 | 15  |
| 5    | Lara FC             | 14 | 03 | 05 | 06 | 12 | 20 | 11  |
| 6    | Anzoátegui FC       | 14 | 05 | 01 | 08 | 22 | 31 | 11  |
| 7    | Deportivo Portugués | 14 | 03 | 04 | 07 | 13 | 18 | 10  |
| 8    | Tiquire Aragua      | 14 | 04 | 02 | 08 | 13 | 26 | 10  |

+ Clasificó a la final de 1970

#### Clasificación LiMayor. Segunda etapa
| Pos. | Equipo              | J  | G  | E  | P  | GF | GC | PTS |
| ---- | ------------------- | -- | -- | -- | -- | -- | -- | --- |
| 1    | Deportivo Galicia + | 14 | 11 | 00 | 03 | 28 | 13 | 22  |
| 2    | Deportivo Portugués | 14 | 09 | 02 | 03 | 24 | 12 | 20  |
| 3    | Deportivo Italia    | 14 | 07 | 03 | 04 | 17 | 14 | 17  |
| 4    | Valencia FC         | 14 | 05 | 04 | 05 | 15 | 12 | 14  |
| 5    | Lara FC             | 14 | 05 | 04 | 05 | 14 | 18 | 14  |
| 6    | Anzoátegui FC       | 14 | 04 | 03 | 07 | 18 | 17 | 11  |
| 7    | UD Canarias         | 14 | 03 | 03 | 08 | 12 | 26 | 09  |
| 8    | Tiquire Aragua      | 14 | 00 | 05 | 09 | 13 | 29 | 05  |

+ Clasificó a la final de 1970

### Clasificación acumulada LiMayor 1970
| Pos.           | Equipo              | J                 | G                 | E                 | P                 | GF                | GC    | PTS   |
| -------------- | ------------------- | ----------------- | ----------------- | ----------------- | ----------------- | ----------------- | ----- | ----- |
| 1              | Deportivo Galicia*  | 28                | 18                | 02                | 08                | 49                | 28    | 38    |
| 2              | Deportivo Italia    | 28                | 15                | 07                | 06                | 43                | 24    | 37    |
| 3              | Valencia FC         | 28                | 13                | 07                | 08                | 36                | 23    | 33    |
| 4              | Deportivo Portugués | 28                | 12                | 06                | 10                | 37                | 30    | 30    |
| 5              | Lara FC             | 28                | 08                | 09                | 11                | 26                | 38    | 25    |
| 6              | UD Canarias         | 28                | 07                | 10                | 11                | 28                | 39    | 24    |
| 7              | Anzoátegui FC       | 28                | 09                | 04                | 15                | 40                | 48    | 22    |
| 8              | Tiquire Aragua      | 28                | 04                | 07                | 17                | 26                | 55    | 15    |
| Líder Goleador |                     |                   |                   |                   |                   |                   |       |       |
| Jugador        | Jugador             | Equipo            | Equipo            | Equipo            | Equipo            | Equipo            | Goles | Goles |
| Roland Langón  | Roland Langón       | Deportivo Galicia | Deportivo Galicia | Deportivo Galicia | Deportivo Galicia | Deportivo Galicia | 13    | 13    |

*Campeón de la Liga Mayor 1970
Calendario, Clasificación y Líder Goleador fueron tomados de la Fundación de Archivo de Estadísticas Deportiva y de Fútbol (RSSSF)

## Temporada 1971
La Liga Mayor (LiMayor) continuó sus experimentos en cuanto a formato de la Primera División de Venezuela, aunque mantuvo parte del orden en el calendario de competencia, pero regresó a la clasificación acumulada en 28 partidos, desde marzo hasta septiembre de 1971 a cuatro vueltas con sus ocho organizaciones. Anzoátegui mantuvo este año tanto su inestabilidad deportiva como económica. Aunque un jovencito de brasileño de apenas 20 años de edad llegó poco antes de la mitad de la campaña para cambiarle la suerte al nuevo blanquinegro, su nombre: Nelinho.
Manoel Rezende Matos Cabral (Río de Janeiro, 26-7-1950) llegó a la ciudad de Puerto La Cruz aún con 20 años de edad, después de un primer y único intento frustrado de trascender en el fútbol europeo. La breve experiencia del lateral derecho en la temporada 1971 de la Liga Mayor de Venezuela lo llevó a convertirse en figura del campeonato amazónico. Fue el primer brasileño y de los pocos jugadores que han participado en el circuito venezolano, para intervenir luego en una Copa del Mundo y un gol suyo fue vital para el tercer lugar de la Canarinha en 1978.
El comienzo de la campaña de 1971 no pudo ser peor para un cuadro oriental que enfiló nueve partidos sin conocer la victoria. En ese lapso, los anzoatiguenses dejaron un saldo de solo tres empates y seis derrotas que le condenaban al sótano de las posiciones. El primer triunfo del Anzoátegui se produjo dos meses después de iniciado el campeonato, luego de imponerse 3-2 sobre el Deportivo Portugués en la ciudad de Caracas, el 23 de mayo. Luego de eso sumaron un par de lauros en casa: 3-1 sobre Lara FC y 2-1 sobre Deportivo Italia para abandonar la última casilla. Solo 10 puntos en 14 partidos parecía marginar nuevamente a los orientales, aunque la incorporación de Nelinho por el lateral izquierdo, para combinarse con Rubén Darío Torres en la otra banda permitió blindar a la zaga porteña.

### Clasificación LiMayor
| Pos.             | Equipo              | J              | G              | E              | P              | GF             | GC    | PTS   |
| ---------------- | ------------------- | -------------- | -------------- | -------------- | -------------- | -------------- | ----- | ----- |
| 1                | Valencia FC *       | 28             | 17             | 07             | 04             | 46             | 19    | 41    |
| 2                | Deportivo Italia    | 28             | 14             | 09             | 05             | 46             | 23    | 37    |
| 3                | Tiquire Aragua      | 28             | 12             | 09             | 07             | 39             | 37    | 33    |
| 4                | Deportivo Galicia   | 28             | 12             | 07             | 09             | 42             | 34    | 31    |
| 5                | UD Canarias         | 28             | 09             | 12             | 07             | 37             | 26    | 30    |
| 6                | Anzoátegui FC       | 28             | 08             | 09             | 11             | 32             | 37    | 25    |
| 7                | Deportivo Portugués | 28             | 05             | 06             | 17             | 26             | 46    | 16    |
| 8                | Lara FC             | 28             | 05             | 01             | 22             | 25             | 71    | 11    |
| Líder Goleador   |                     |                |                |                |                |                |       |       |
| Jugador          | Jugador             | Equipo         | Equipo         | Equipo         | Equipo         | Equipo         | Goles | Goles |
| Agostinho Sabará | Agostinho Sabará    | Tiquire Aragua | Tiquire Aragua | Tiquire Aragua | Tiquire Aragua | Tiquire Aragua | 20    | 20    |

*Campeón de la Liga Mayor 1971

### Clasificación Copa Venezuela - Grupo B
| Pos. | Equipo            | J  | G  | E  | P  | GF | GC | PTS |
| ---- | ----------------- | -- | -- | -- | -- | -- | -- | --- |
| 1    | Anzoátegui FC*    | 06 | 04 | 00 | 02 | 06 | 05 | 08  |
| 2    | Tiquire Aragua*   | 06 | 02 | 02 | 02 | 06 | 05 | 06  |
| 3    | Deportivo Galicia | 06 | 02 | 02 | 02 | 02 | 02 | 06  |
| 4    | Valencia FC       | 06 | 01 | 02 | 03 | 04 | 06 | 04  |

#### Clasificación Copa Venezuela - Cuadrangular Final
| Pos.           | Equipo                 | J                     | G                     | E                     | P                     | GF                    | GC    | PTS   |
| -------------- | ---------------------- | --------------------- | --------------------- | --------------------- | --------------------- | --------------------- | ----- | ----- |
| 1              | Estudiantes de Mérida* | 06                    | 04                    | 01                    | 01                    | 07                    | 05    | 09    |
| 2              | Anzoátegui FC          | 06                    | 02                    | 02                    | 02                    | 08                    | 07    | 06    |
| 3              | UD Canarias            | 06                    | 01                    | 03                    | 02                    | 05                    | 05    | 05    |
| 4              | Tiquire Aragua         | 06                    | 01                    | 02                    | 03                    | 02                    | 05    | 04    |
| Líder goleador |                        |                       |                       |                       |                       |                       |       |       |
| Jugador        | Jugador                | Equipo                | Equipo                | Equipo                | Equipo                | Equipo                | Goles | Goles |
| José Chiazzaro | José Chiazzaro         | Estudiantes de Mérida | Estudiantes de Mérida | Estudiantes de Mérida | Estudiantes de Mérida | Estudiantes de Mérida | 09    | 09    |

*Campeón de la Copa Venezuela 1971
Calendario, Clasificación y Líder Goleador fueron tomados de la Fundación de Archivo de Estadísticas Deportiva y de Fútbol (RSSSF)

## Temporada 1972
Anzoátegui FC terminó la campaña de 1971 en una buena forma y esta temporada lo extendió al punto que en la segunda parte del calendario de la LiMayor encabezó la tabla de posiciones, para también liderar la clasificación general acumulada del año, pero no fue suficiente y en el Cuadrangular Final perdió un par de juegos claves como la primera fecha ante Tiquire Aragua y la quinta jornada en casa del Deportivo Galicia y que lo condenaron a quedar por detrás del campeón Deportivo Italia. El blanquinegro finalizó tercero en esta temporada al caer ante Deportivo Galicia en un playoff para definir el segundo lugar y el otro boleto a la Copa Libertadores de América del siguiente año. Este torneo llevó a la órbita vinotinto a jugadores como el delantero Francisco Rodríguez y el defensor Rubén Darío Torres, quienes fueron considerados desde esta campaña por la Selección de Venezuela.

### Clasificación Copa Venezuela
| Pos. | Equipo                | J  | G  | E  | P  | GF | GC | PTS |
| ---- | --------------------- | -- | -- | -- | -- | -- | -- | --- |
| 1    | Deportivo Portugués * | 10 | 04 | 06 | 00 | 12 | 06 | 14  |
| 2    | Estudiantes de Mérida | 10 | 04 | 04 | 02 | 12 | 07 | 12  |
| 3    | Anzoátegui FC         | 10 | 03 | 04 | 03 | 15 | 20 | 10  |
| 4    | Tiquire Aragua        | 10 | 03 | 03 | 04 | 09 | 11 | 09  |
| 5    | Deportivo Galicia     | 10 | 02 | 04 | 04 | 16 | 16 | 08  |
| 6    | UD Canarias           | 10 | 01 | 05 | 04 | 07 | 11 | 07  |

*Campeón de la Copa Venezuela 1972

### Clasificación LiMayor. Primera etapa
| Pos. | Equipo                | J  | G  | E  | P  | GF | GC | PTS |
| ---- | --------------------- | -- | -- | -- | -- | -- | -- | --- |
| 1    | Deportivo Italia +    | 16 | 09 | 02 | 05 | 22 | 15 | 20  |
| 2    | Tiquire Aragua +      | 16 | 08 | 03 | 05 | 24 | 18 | 19  |
| 3    | Anzoátegui FC         | 16 | 06 | 06 | 04 | 18 | 12 | 18  |
| 4    | Estudiantes de Mérida | 16 | 06 | 06 | 04 | 15 | 14 | 18  |
| 5    | Deportivo Galicia     | 16 | 06 | 05 | 05 | 11 | 09 | 17  |
| 6    | UD Canarias           | 16 | 04 | 09 | 03 | 11 | 12 | 17  |
| 7    | Portuguesa FC         | 16 | 06 | 04 | 06 | 23 | 19 | 16  |
| 8    | Valencia FC           | 16 | 03 | 04 | 09 | 12 | 19 | 10  |
| 9    | Deportivo Portugués   | 16 | 03 | 03 | 10 | 12 | 30 | 09  |

+ Clasificaron al Cuadrangular Final 1972

#### Clasificación LiMayor. Segunda etapa
| Pos. | Equipo                | J  | G  | E  | P  | GF | GC | PTS |
| ---- | --------------------- | -- | -- | -- | -- | -- | -- | --- |
| 1    | Anzoátegui FC +       | 16 | 10 | 05 | 01 | 22 | 08 | 25  |
| 2    | Deportivo Galicia +   | 16 | 07 | 07 | 02 | 17 | 11 | 21  |
| 3    | Valencia FC           | 16 | 08 | 05 | 03 | 19 | 11 | 21  |
| 4    | Estudiantes de Mérida | 16 | 08 | 04 | 04 | 16 | 12 | 18  |
| 5    | Portuguesa FC         | 16 | 04 | 06 | 06 | 17 | 17 | 14  |
| 6    | Deportivo Italia      | 16 | 02 | 07 | 07 | 07 | 12 | 11  |
| 7    | Tiquire Aragua        | 16 | 02 | 07 | 07 | 18 | 27 | 11  |
| 8    | Deportivo Portugués   | 16 | 02 | 07 | 07 | 13 | 22 | 11  |
| 9    | UD Canarias           | 16 | 03 | 04 | 09 | 14 | 23 | 10  |

+ Clasificaron al Cuadrangular Final 1972

### Clasificación LiMayor acumulada 1972
| Pos.                | Equipo                | J             | G             | E             | P             | GF            | GC    | PTS   |
| ------------------- | --------------------- | ------------- | ------------- | ------------- | ------------- | ------------- | ----- | ----- |
| 1                   | Anzoátegui FC         | 32            | 16            | 11            | 05            | 40            | 20    | 43    |
| 2                   | Deportivo Galicia     | 32            | 13            | 12            | 07            | 28            | 20    | 38    |
| 3                   | Estudiantes de Mérida | 32            | 14            | 10            | 08            | 31            | 26    | 36    |
| 4                   | Deportivo Italia      | 32            | 11            | 09            | 12            | 29            | 27    | 31    |
| 5                   | Valencia FC           | 32            | 11            | 09            | 12            | 31            | 30    | 31    |
| 6                   | Portuguesa FC         | 32            | 10            | 10            | 12            | 40            | 36    | 30    |
| 7                   | Tiquire Aragua        | 32            | 10            | 10            | 12            | 42            | 45    | 30    |
| 8                   | UD Canarias           | 32            | 07            | 13            | 12            | 25            | 35    | 27    |
| 9                   | Deportivo Portugués   | 32            | 05            | 10            | 17            | 25            | 52    | 20    |
| Líder Goleador      |                       |               |               |               |               |               |       |       |
| Jugador             | Jugador               | Equipo        | Equipo        | Equipo        | Equipo        | Equipo        | Goles | Goles |
| Francisco Rodríguez | Francisco Rodríguez   | Anzoátegui FC | Anzoátegui FC | Anzoátegui FC | Anzoátegui FC | Anzoátegui FC | 18    | 18    |

#### Clasificación LiMayor. Cuadrangular Final
| Pos. | Equipo              | J  | G  | E  | P  | GF | GC | PTS |
| ---- | ------------------- | -- | -- | -- | -- | -- | -- | --- |
| 1    | Deportivo Italia *  | 06 | 03 | 01 | 02 | 05 | 05 | 07  |
| 2    | Anzoátegui FC +     | 06 | 03 | 00 | 03 | 11 | 09 | 06  |
| 3    | Deportivo Galicia + | 06 | 03 | 00 | 03 | 10 | 09 | 06  |
| 4    | Tiquire Aragua      | 06 | 02 | 01 | 03 | 08 | 11 | 05  |

* Campeón de la Liga Mayor

##### + Playoff - Segundo Lugar (Copa Libertadores)
| 23 de diciembre de 1972 | Deportivo Galicia | 4-0     | Anzoátegui FC | Estadio Olímpico de la UCV, Caracas |  |
|                         |                   | Reporte |               |                                     |  |

| 28 de diciembre de 1972 | Anzoátegui FC           | 2-2     | Deportivo Galicia | Estadio Olímpico, Puerto La Cruz |  |
|                         | Francisco Rodríguez (2) | Reporte |                   |                                  |  |

Calendario, Clasificación y Líder Goleador fueron tomados de la Fundación de Archivo de Estadísticas Deportiva y de Fútbol (RSSSF)

## Temporada 1973
Anzoátegui FC después de una inolvidable campaña de 1972 en la que se quedó a solo un paso de clasificar a la Copa Libertadores, regresó a los altibajos y con un desempeño bastante regular con el quinto lugar en la edición de la Copa Venezuela y un cuarto puesto en la LiMayor. El blanquinegro tuvo victorias resaltantes como el 3-1 sobre Estudiantes de Mérida, el 14 de julio, como la derrota 3-0 ante Portuguesa FC en Acarigua. El punto más bajo llegó en la parte final de la temporada al no disputarse su partido de la penúltima fecha frente al Deportivo Portugués en Barcelona y por el que decidió no viajar a Mérida en la última jornada, para perder por Forfeit y concluir una campaña para el olvido.

### Clasificación Copa Venezuela
| Pos. | Equipo                | J  | G  | E  | P  | GF | GC | PTS |
| ---- | --------------------- | -- | -- | -- | -- | -- | -- | --- |
| 1    | Portuguesa FC *       | 14 | 07 | 05 | 02 | 21 | 14 | 19  |
| 2    | Estudiantes de Mérida | 14 | 08 | 03 | 03 | 29 | 23 | 19  |
| 3    | Deportivo Galicia     | 14 | 08 | 02 | 04 | 27 | 18 | 18  |
| 4    | UD Canarias           | 14 | 05 | 04 | 05 | 14 | 17 | 14  |
| 5    | Anzoátegui FC         | 14 | 03 | 06 | 05 | 09 | 12 | 12  |
| 6    | Atlético Aragua       | 14 | 04 | 04 | 06 | 16 | 20 | 12  |
| 7    | Deportivo Portugués   | 14 | 02 | 06 | 06 | 11 | 17 | 10  |
| 8    | Deportivo Italia      | 14 | 02 | 04 | 08 | 12 | 18 | 08  |

*Campeón de la Copa Venezuela 1973

### Clasificación LiMayor
| Pos.           | Equipo                | J                     | G                     | E                     | P                     | GF                    | GC    | PTS   |
| -------------- | --------------------- | --------------------- | --------------------- | --------------------- | --------------------- | --------------------- | ----- | ----- |
| 1              | Portuguesa FC *       | 32                    | 19                    | 08                    | 05                    | 56                    | 31    | 46    |
| 2              | Valencia FC           | 32                    | 16                    | 12                    | 04                    | 43                    | 22    | 44    |
| 3              | Estudiantes de Mérida | 32                    | 17                    | 10                    | 05                    | 47                    | 26    | 44    |
| 4              | Anzoátegui FC         | 31                    | 14                    | 07                    | 10                    | 32                    | 28    | 35    |
| 5              | Deportivo Galicia     | 32                    | 12                    | 10                    | 10                    | 42                    | 36    | 34    |
| 6              | Deportivo Italia      | 32                    | 10                    | 11                    | 11                    | 27                    | 31    | 31    |
| 7              | UD Canarias           | 32                    | 08                    | 10                    | 14                    | 30                    | 40    | 26    |
| 8              | Deportivo Portugués   | 32                    | 04                    | 10                    | 17                    | 30                    | 55    | 18    |
| 9              | Tiquire Aragua        | 32                    | 01                    | 04                    | 27                    | 15                    | 53    | 06    |
| Líder Goleador |                       |                       |                       |                       |                       |                       |       |       |
| Jugador        | Jugador               | Equipo                | Equipo                | Equipo                | Equipo                | Equipo                | Goles | Goles |
| José Chiazzaro | José Chiazzaro        | Estudiantes de Mérida | Estudiantes de Mérida | Estudiantes de Mérida | Estudiantes de Mérida | Estudiantes de Mérida | 14    | 14    |

* Campeón de la Liga Mayor 1973
Calendario, Clasificación y Líder Goleador fueron tomados de la Fundación de Archivo de Estadísticas Deportiva y de Fútbol (RSSSF)

## Temporada 1974
Anzoátegui FC después de una bastante irregular campaña de 1973 llegó a la que sin saber sería su última participación en la LiMayor para ceder a su plantilla y los derechos deportivos en la Primera División de Venezuela al naciente Universitarios de Oriente, una cesión que asumió la administración y rectorado de la UDO Anzoátegui hasta su desparición cuatro años más tarde. El blanquinegro, que se sumó a las diferencias y desacuerdos latentes entre los futbolistas y los clubes profesionales con la dirigencia de la Federación Venezolana de Fútbol (FVF) y que terminó con la no realización este año de la Copa Venezuela, con varias actuaciones resaltantes como las victorias seguidas sobre Estudiantes de Mérida, Valencia FC y Deportivo Italia en las fechas 15, 16 y 17, le aseguraron un cuarto lugar en la clasificación general y el último boleto al Cuarangular Final de esa temporada, en la que no corrieron con mucha suerte y sólo pudieron vencer a los merideños en el Estadio Olímpico del polideportivo Luis Ramos, el 2 de noviembre, su última presentación en casa como Anzoátegui Fútbol Club.

### Clasificación LiMayor
| Pos.           | Equipo                | J                     | G                     | E                     | P                     | GF                    | GC    | PTS   |
| -------------- | --------------------- | --------------------- | --------------------- | --------------------- | --------------------- | --------------------- | ----- | ----- |
| 1              | Estudiantes de Mérida | 28                    | 16                    | 08                    | 04                    | 52                    | 31    | 40    |
| 3              | Deportivo Galicia     | 28                    | 12                    | 11                    | 05                    | 43                    | 31    | 35    |
| 2              | Portuguesa FC         | 28                    | 13                    | 08                    | 07                    | 44                    | 34    | 34    |
| 4              | Anzoátegui FC         | 28                    | 12                    | 08                    | 08                    | 39                    | 37    | 32    |
| 5              | Valencia FC           | 28                    | 11                    | 08                    | 09                    | 44                    | 30    | 30    |
| 6              | Tiquire-Canarias      | 28                    | 05                    | 09                    | 14                    | 26                    | 42    | 19    |
| 7              | Deportivo Portugués   | 28                    | 05                    | 08                    | 15                    | 33                    | 55    | 18    |
| 8              | Deportivo Italia      | 28                    | 03                    | 10                    | 15                    | 23                    | 44    | 16    |
| Líder Goleador |                       |                       |                       |                       |                       |                       |       |       |
| Jugador        | Jugador               | Equipo                | Equipo                | Equipo                | Equipo                | Equipo                | Goles | Goles |
| José Chiazzaro | José Chiazzaro        | Estudiantes de Mérida | Estudiantes de Mérida | Estudiantes de Mérida | Estudiantes de Mérida | Estudiantes de Mérida | 15    | 15    |

#### Clasificación LiMayor. Cuadrangular Final
| Pos. | Equipo                | J  | G  | E  | P  | GF | GC | PTS |
| ---- | --------------------- | -- | -- | -- | -- | -- | -- | --- |
| 1    | Portuguesa FC         | 06 | 02 | 03 | 01 | 10 | 07 | 07  |
| 3    | Deportivo Galicia *   | 06 | 02 | 03 | 01 | 07 | 06 | 07  |
| 4    | Estudiantes de Mérida | 06 | 03 | 00 | 03 | 04 | 05 | 06  |
| 2    | Anzoátegui FC         | 06 | 01 | 02 | 03 | 05 | 08 | 04  |

* Campeón de la Liga Mayor 1974
Calendario, Clasificación y Líder Goleador fueron tomados de la Fundación de Archivo de Estadísticas Deportiva y de Fútbol (RSSSF)

## Datos y cifras
- Temporadas en Primera: 8
- Temporadas en Segunda: 0
- Partidos en Primera División: 240 (Liga Mayor)
- Partidos en Copa Venezuela: 72
- Mejor puesto en LiMayor: 3.º (1972)
- Peor puesto en LiMayor: 9.º (1968)
- Mayor victoria en casa: 5-1 a UD Canarias, el 14 de agosto de 1967 y 5-1 a Valencia FC, el 21 de noviembre de 1970
- Mayor victoria de visitante: 2-6 a Deportivo Galicia, el 18 de junio de 1969
- Mayor derrota en casa: 0-4 ante Deportivo Galicia, el 6 de junio de 1969
- Mayor derrota de visitante: 5-0 ante Deportivo Galicia, el 8 de septiembre de 1970
- Partido con más goles: (8) 4-4 en Litoral FC, el 27 de julio de 1968 y 2-6 en Deportivo Galicia, el 18 de junio de 1969
- Líder goleador del club: Francisco Rodríguez con 45 goles, todos en LiMayor, no incluye Copa